# فوکس پترولوب
فوکس پترولوب (به انگلیسی: Fuchs Petrolub) در سال ۱۹۳۱ توسط دکتر رادولف فوکس در مانهایم، آلمان بنیانگذاری شد و امروز با بیش از ۸۷ سال سابقه، به عنوان بزرگترین گروه مستقل تولیدکننده روانساز در جهان، در بیش از ۸۵ کشور فعالیت دارد.
به دلیل توجه و سرمایه‌گذاری مناسب در امر تحقیق و توسعه این شرکت، فوکس همیشه در ابداع و معرفی جدیدترین سطوح کیفی روانسازهای صنعتی و اتومبیل در جهان، پیشتاز است، به گونه‌ای که با همکاری گسترده و نزدیک با شرکت‌های معتبر خودرو نظیر:مرسدس-بنز، ب‌ام‌و، آئودی، ام‌آان، فولکس‌واگن قبل از معرفی و عرضه خودروهای جدید توسط شرکت‌های مذکور، روانسازهای مورد نیاز و هماهنگ با توان موتور توسط شرکت فوکس فرموله و عرضه می‌گردند و متعاقباً بیش از ۷۵٪ از خودروهای این شرکت‌ها با روغن فوکس از کارخانه خارج می‌شوند. با وجود داشتن بیش از ۱۰۰۰۰ نوع محصول مختلف در کارنامه کاری خود، فوکس همیشه یک گام از پیشگامان صنعت روانسازی در دنیا جلوتر است. در حال حاضر حدود ۵۰۰۰ نفر در سراسر جهان در شرکت فوکس شاغل می‌باشند.
شرکت روغن فوکس ایرانیان، به عنوان شعبه رسمی فوکس آلمان فعالیت خود را در ایران حدود ۱۴ سال پیش آغاز نمود و با تولید انواع روغن‌ها و ضدیخ و بهره‌گیری از با کیفیت‌ترین مواد اولیه و همچنین واردات گریس و انواع روانسازهای موتوری و تخصصیِ صنعتی به کشور، حضوری موفق را تجربه نموده‌است.